# Margit Oelsner-Baumatz
Margit Oelsner-Baumatz (sinh năm 1938) là một nhà tâm lý học, nhà giáo dục, giáo sĩ và một nhà nữ quyền. Sinh ra ở Wrocław, Đức, gia đình di cư đến Argentina để thoát khỏi chế độ Đức quốc xã. Mặc dù Oelsner không phải là người sùng tôn giáo khi còn trẻ, bà đã đăng ký vào Seminario Rabinico Latinoamericano, tốt nghiệp năm 1994.

## Những năm đầu
Margit (biệt danh, "Margarita") Oelsner được sinh ra ở Wrocław bởi Werner Oelsner, một kỹ sư điện và Edith Chaskel. Bà mô tả cha mình là "một người Đức gốc Do Thái, tất nhiên, người không nói tiếng Do Thái, không qua lễ và không tham dự hội đường". Trong Chiến tranh thế giới thứ hai, cha bà đã viết thư cho một số quốc gia tìm kiếm thị thực để thoát khỏi chế độ Đức quốc xã, và, vì Argentina là nơi duy nhất cung cấp nó, gia đình đã tìm đường đến Buenos Aires. Tại đây, Margit trở thành "Margarita", sống ở Vicente López và theo học trường công. Bà không phải là người đi theo tôn giáo khi còn là một cô gái trẻ, nhưng vào năm 14 tuổi, cha bà quyết định bà nên được giáo dục tôn giáo, được tài trợ bởi Lamroth Hakol, một cộng đồng Do Thái ở Florida. Một giáo sĩ tại Lamroth Hakol khuyến khích Oelsner tiếp tục việc học của mình. Vì cha bà không muốn bà có một nền giáo dục đại học, sau đó bà gia nhập B'nai B'rith.

## Nghề nghiệp
Oelsner kết hôn với Fredy Baumatz, một người Do Thái và có ba đứa con. Bà bắt đầu học tiếng Do Thái để giúp con gái của họ theo học tại một trường cộng đồng. Oelsner coi mình là người nổi loạn; bà thích học tập, say mê với những thử thách và là một nhà nữ quyền vào thời điểm mà ít người khác làm. Quyết định muốn trở thành một giáo sĩ, bà đã gặp quản trị viên của Seminario Rabinico Latinoamericano và nói với ông rằng bà không thể đáp ứng hai trong số các yêu cầu: bà không có bằng đại học và bà không thể đến Israel trong một năm. Để đáp ứng yêu cầu của chủng viện, bà học ngành tâm lý học tại trường đại học và dành thời gian ở Israel. Mặc dù bà không có bục giảng, Oelsner có thể điều hành tại các nghi lễ bên ngoài giáo đường. Bà lãnh đạo một nhóm tại Lamroth Hakol, nơi tổ chức các hoạt động, gặp gỡ và tiến hành thăm viếng người bệnh.

## Tác phẩm được chọn
- 1996, Sự tham gia của phụ nữ vào chức năng Rabbinical ở Mỹ Latinh